# United States Basketball League 1985
La stagione USBL 1985 fu la prima della United States Basketball League. Parteciparono 7 squadre in un unico girone. Non vennero disputati i play-off e al termine della regular season vennero dichiarati campioni gli Springfield Fame che arrivarono primi con un record di 19-6.

## Squadre partecipanti
- Conn. Colonials
- Long Island Knights
- N.J. Jammers
- Rhode Island Gulls
- Springfield Fame
- Westch. G. Apples
- Wildwood Aces

## Classifica finale
| Squadra                   | V  | P  | %    | GB   |
| ------------------------- | -- | -- | ---- | ---- |
| Springfield Fame C        | 19 | 6  | 76,0 | -    |
| New Jersey Jammers        | 18 | 7  | 72,0 | 1    |
| Connecticut Colonials     | 13 | 10 | 56,5 | 5    |
| Rhode Island Gulls        | 11 | 14 | 44,0 | 8    |
| Westchester Golden Apples | 9  | 15 | 37,5 | 9,5  |
| Long Island Knights       | 9  | 15 | 37,5 | 9,5  |
| Wildwood Aces             | 6  | 18 | 25,0 | 12,5 |

## Vincitore
| Campione USBL 1985           |
| ---------------------------- |
| Springfield Fame (1º titolo) |

## Statistiche
| Categoria             | Giocatore        | Squadra             | Stat |
| --------------------- | ---------------- | ------------------- | ---- |
| Punti per gara        | Hot Rod Williams | Rhode Island Gulls  | 23,1 |
| Rimbalzi per gara     | Manute Bol       | Rhode Island Gulls  | 14,2 |
| Assist per gara       | Sam Worthen      | Springfield Fame    | 8,5  |
| Palle rubate per gara | Michael Adams    | Springfield Fame    | 3,2  |
| Stoppate per gara     | Manute Bol       | Rhode Island Gulls  | 11,2 |
| FG%                   | Calvin Pierce    | Long Island Knights | 63,7 |
| FT%                   | Harold Driver    | Wildwood Aces       | 89,7 |

## Premi USBL
- USBL Player of the Year: Hot Rod Williams, Rhode Island Gulls e Tracy Jackson, Springfield Fame
- USBL Coach of the Year: Gerald Oliver, Springfield Fame
- USBL Rookie of the Year: Hot Rod Williams, Rhode Island Gulls
- All-USBL First Team
  - Manute Bol, Rhode Island Gulls
  - Kenny Orange, Long Island Knights
  - Hot Rod Williams, Rhode Island Gulls
  - Lowes Moore, Westchester Golden Apples
  - Tracy Jackson, Springfield Fame
- All-USBL Second Team
  - Jim Bostic, Westchester Golden Apples
  - Larry Lawrence, Springfield Fame
  - Joe Dawson, Connecticut Colonials
  - Michael Adams, Springfield Fame
  - Derrick Rowland, New Jersey Jammers
- USBL All-Defensive Team
  - Manute Bol, Rhode Island Gulls
  - Jim Bostic, Westchester Golden Apples
  - Alvin Frederick, Connecticut Colonials
  - Michael Adams, Springfield Fame
  - Clinton Wheeler, New Jersey Jammers
- USBL All-Rookie Team
  - Manute Bol, Rhode Island Gulls
  - Hot Rod Williams, Rhode Island Gulls
  - Andre Goode, Springfield Fame
  - Michael Adams, Springfield Fame
  - Delaney Rudd, Westchester Golden Apples
  - Jeff Adkins, Wildwood Aces